# Duas Igrejas (Miranda de Duero)
Duas Igrejas (en mirandés Dues Eigreijas) es una freguesia portuguesa del municipio de Miranda de Duero, con 49,26 km² de superficie y 744 habitantes (2001). Su densidad de población es de 15,1 hab/km².
Hasta finales de los años 1980 albergaba la estación término de la línea del Sabor, infraestructura ferroviaria que daba servicio a Miranda de Duero desde Pocinho. La línea fue abierta al tráfico en 1938 y cerrada en 1988. Por falta de medios económicos no llegó hasta Miranda de Duero
En la localidad, como en la cercana de Sendim, se habla un dialecto del asturleonés, conocido como mirandés, declarada oficial por el Parlamento portugués en 1999.

## Galería

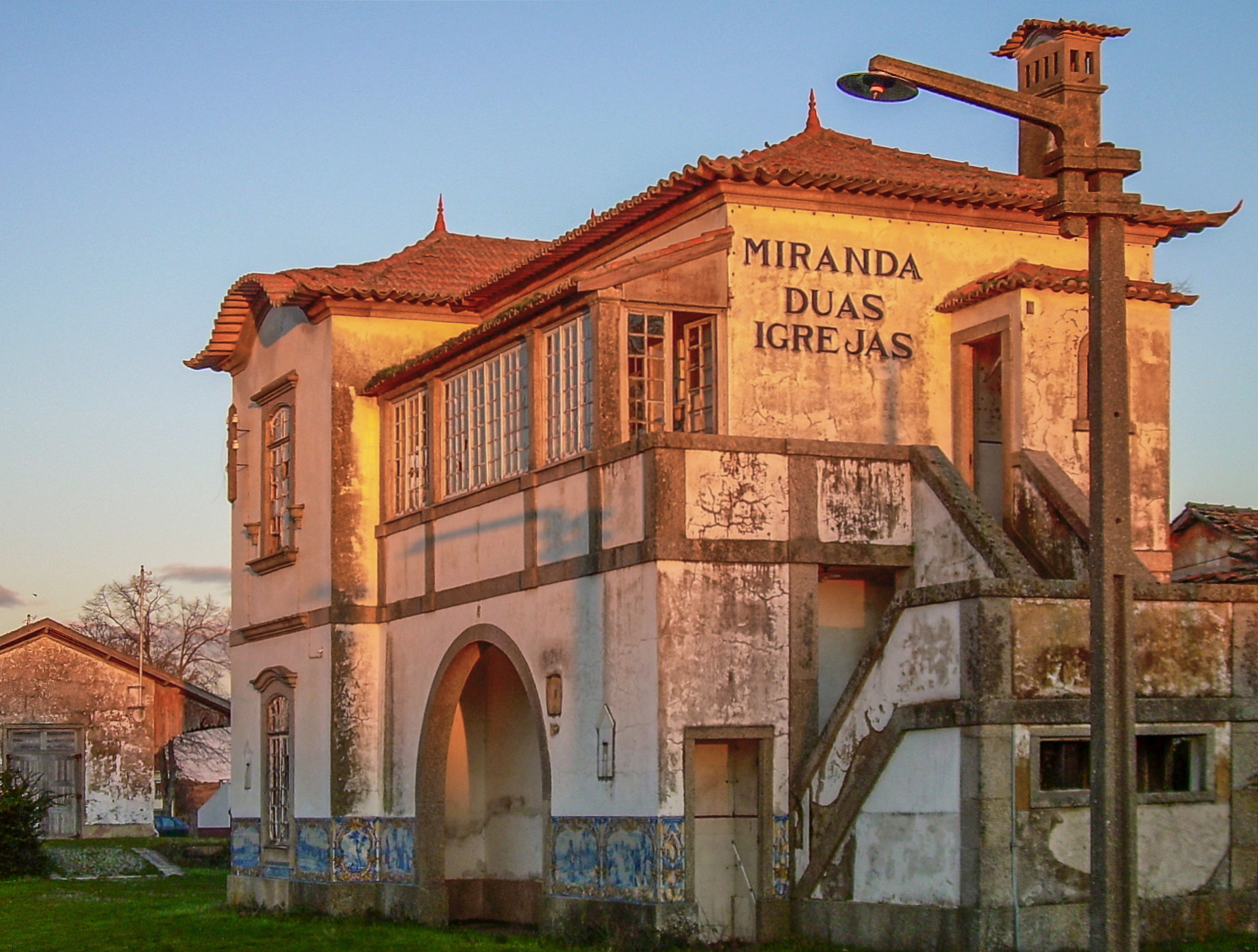
Estación de Duas Iglesias.
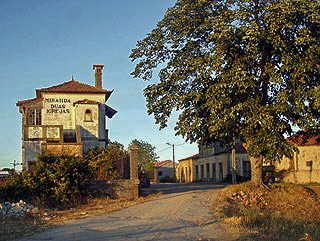
Antigua estación de Miranda do Douro y Duas Igrejas, hoy sin servicio y en estado de abandono.
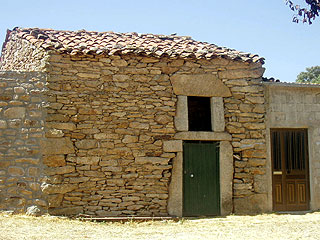
Construcción tradicional en piedra de granito.